# Hugo Maria Fernandes

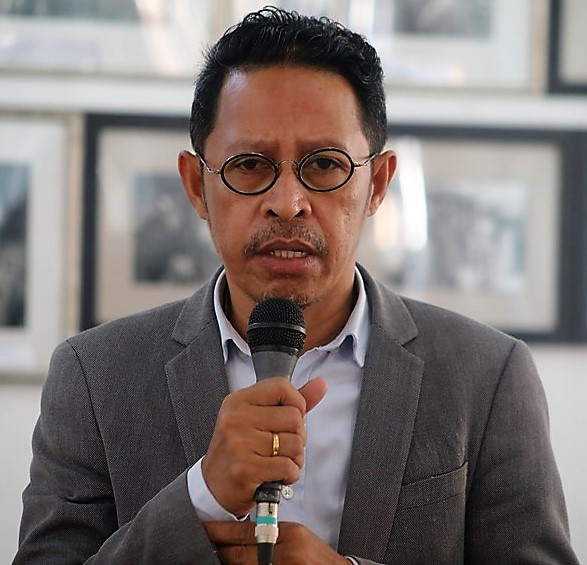
Hugo Maria Fernandes (2019)

Hugo Maria Fernandes (* 21. Dezember 1971 in Dili, Portugiesisch-Timor) ist ein osttimoresischer Journalist.

## Werdegang
Fernandes studierte Forstwirtschaft an der Gadjah-Mada-Universität im indonesischen Yogyakarta und Internationalen Journalismus an der Cardiff University in Wales. 1999 war er Gründungsmitglied der Associação de Jornalistas de Timor-Leste (AJTL).
Von 2002 bis 2005 leitete er die Abteilung Wahrheitsfindung und „Co-Managing Editor“ von Chega!, dem Abschlussbericht der Empfangs-, Wahrheits- und Versöhnungskommission von Osttimor (CAVR). Zudem war er von 2005 bis 2008 als Koordinator des Forschungsteams und Co-Redakteur des Abschlussreports der Wahrheits- und Freundschaftskommission.(CTF) tätig. Von 2008 bis 2017 arbeitete Fernandes für die Asia Foundation in Osttimor als „Director of Policy and Instiutional Strengthening“ und „Team Leader for Support for Good Public Policy Program“. 2014 gehörte er zu den Gründern der Southeast Asian Journalists Union (SEAJU) und war von 2014 bis 2017 dort stellvertretender Vorsitzender.
Seit 2016 ist Fernandes für die Periode bis 2020 als Vertreter der Journalisten im Presserat Osttimors. Seit 2017 ist er Direktor des Centro Nacional Chega!.